# نگارگری دکنی

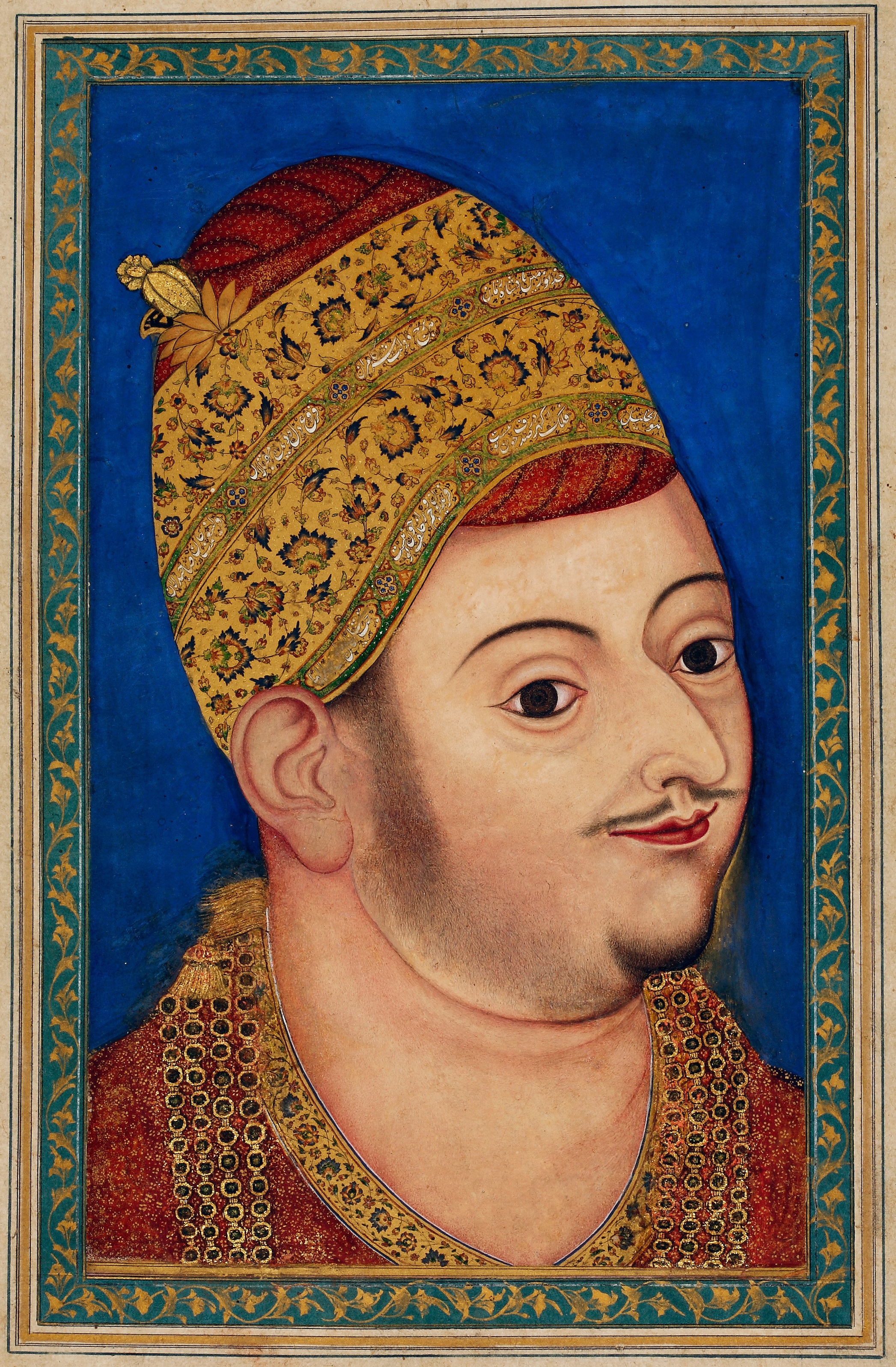
سلطان ابراهیم عادل شاه دوم، مینیاتوری ازبیجاپور ح. ۱۵۹۰که در مجموعه داوود نگهداری می‌شود. نمایی سه‌چهارم که تصویری قدرتمند و زنده از فضا ایجاد کرده، علی‌رغم عدم دقت دقیق مغلی و مدلسازی بسیار منسجم سطوح.

نقاشی دکن یا نگارگری دکنی نوعی از مینیاتورهای هندی است که در منطقه دکن در مرکز هند، که تا سال ۱۵۲۰ پایتخت دودمان‌های مسلمانان سلطان نشین دکن و سلطنت بهمنی بود، پدید آمد. این دودمان‌ها شامل بیجاپور، گلکوندا، احمدناگر، بیدار و برار بودند. دوره اصلی این نوع نقاشی بین اواخر قرن شانزدهم و اواسط قرن هفدهم میلادی بود ولی در اواسط قرن هجدهم احیا شد و مرکز آن حیدرآباد بود.
کیفیت بالای مینیاتورهای اولیه نشان می‌دهد که قبلاً یک سنت محلی وجود داشته‌است، احتمالاً حداقل بخشی از نقاشی‌های دیواری، که در آن هنرمندان آموزش دیده‌اند. در مقایسه با نقاشی‌های گورکانی متقدم که در همان زمان در شمال در حال تکامل بود، نقاشی دکنی از «درخشش رنگ، پیچیدگی و ترکیبات هنرمندانه و تجمل گرایی» برخوردار است. نقاشی دکنی کمتر از گورکانی به رئالیسم علاقه داشت و در عوض «سفری درونگرانه تر، با رنگ و بویی عرفانی و خارق العاده» را دنبال می‌کرد.
تفاوت‌های دیگر این سبک در نقاشی کردن صورت است که از نظر ماهرانگی کمتری برخوردارست و در منظر سه چهارم، شامل مشخصات صورت و «زنان قد بلند با سرهای کوچک» که ساری می‌پوشند، است. پرتره‌های سلطنتی بسیاری وجود دارد، و اگرچه آنها از شباهت دقیق با سوژه که در آثار گورکانی بوده، برخوردار نیستند، اما آنها اغلب تصاویری زنده از سوژه‌های نسبتاً بزرگ را نقاشی کرده‌اند. ساختمان‌ها به صورت «صفحه‌هایی کاملاً مسطح مانند صفحه» به تصویر کشیده شده‌اند. این نقاشی‌ها نسبتاً نادر هستند و تعداد کمی از آنها دارای امضا یا تاریخ هستند یا اصلاً نوشته‌ای بر رویشان است. تعداد کمی از نام‌ها در مقایسه با کارگاه‌های کاملاً مستند شاهنشاهی گورکانی وجود دارد.
حاکمان مسلمان دکن، که بسیاری از آنها شیعه بودند، پیوندهای خاص خود را با جوامع فارسی‌زبان داشتند، تا مجبور نباشند به دربار شاهنشاهی گورکانی اعتماد کنند. به همین ترتیب، تماس از طریق تجارت بزرگ نساجی و گوا در نزدیکی آن منجر به برخی از وامگیری‌های قابل شناسایی از تصاویر اروپایی شد، که شاید تأثیر کلی‌تری نیز از لحاظ سبک داشت. همچنین به نظر می‌رسد هنرمندان هندو پس از شکست شدید امپراتوری ویجایاناگارا در سال ۱۵۶۵، و تخریب پایتخت هامپی، به شمال دکن نقل مکان کردند و در این سبک نقش بسزایی داشتند.

## نگارخانه

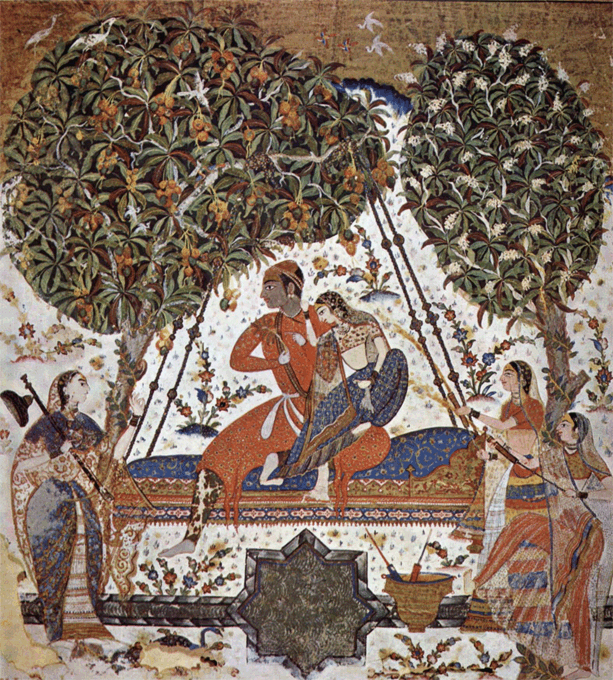
نقاشی راگامالا ، هندولا راگا ، ج. ۱۵۸۵
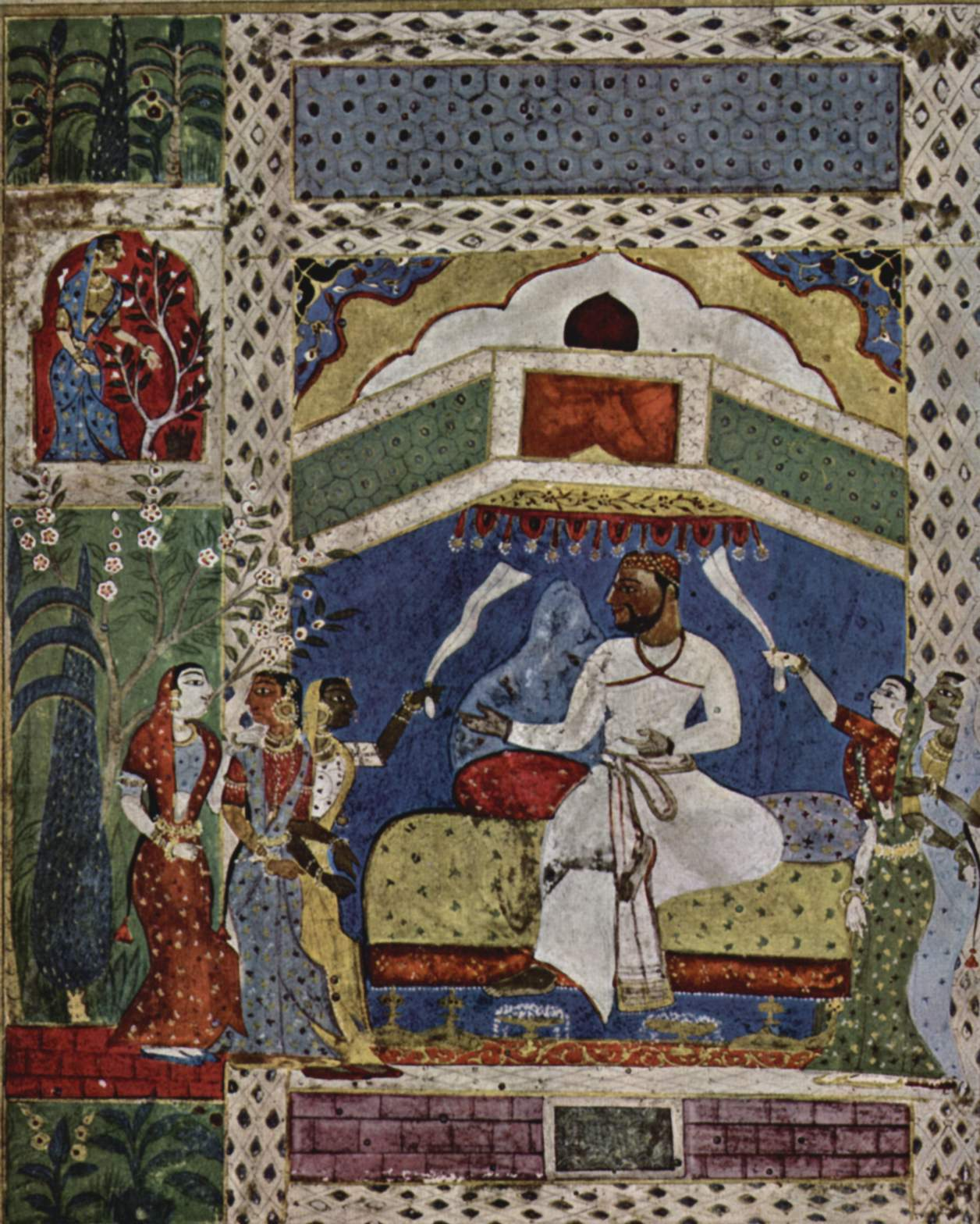
صحنه‌های از پونه تعریف حسین شاهی ، ۱۵۶۵-۱۵۶۹، با ملکه بعد پاک شده‌است.
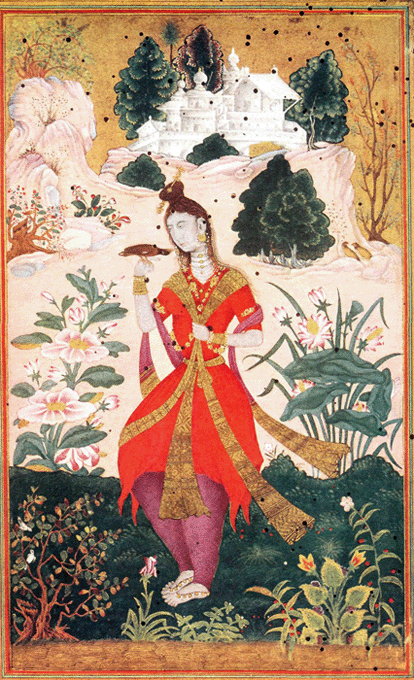
بانوی با پرنده مینا , گلکنده یا بیجاپور, حدود 1605 ، کتابخانه چستر بیتی .
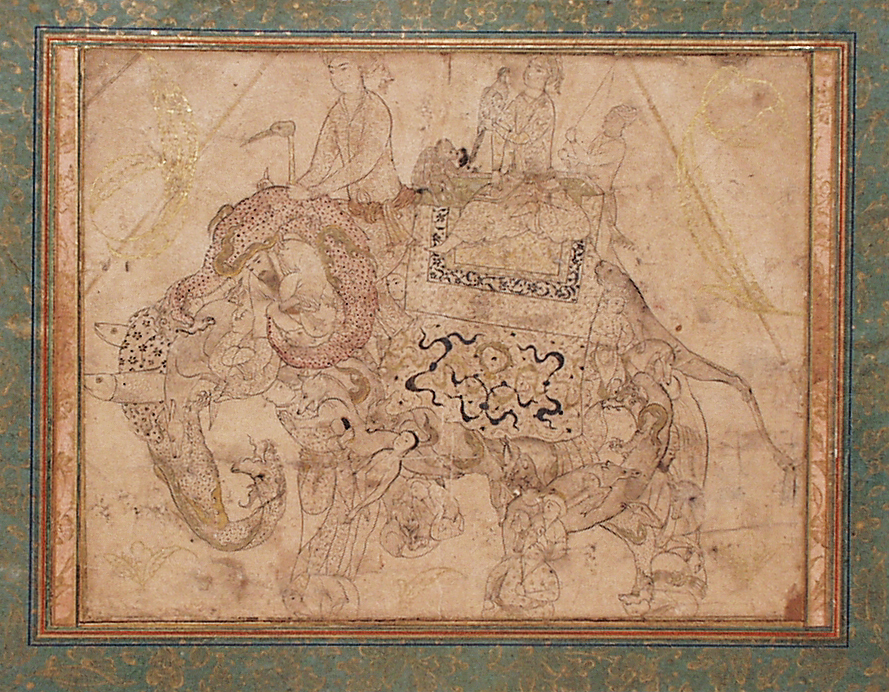
فیل با سوار شاهزاده ، پ. ۱۶۰۰ ،  LACMA
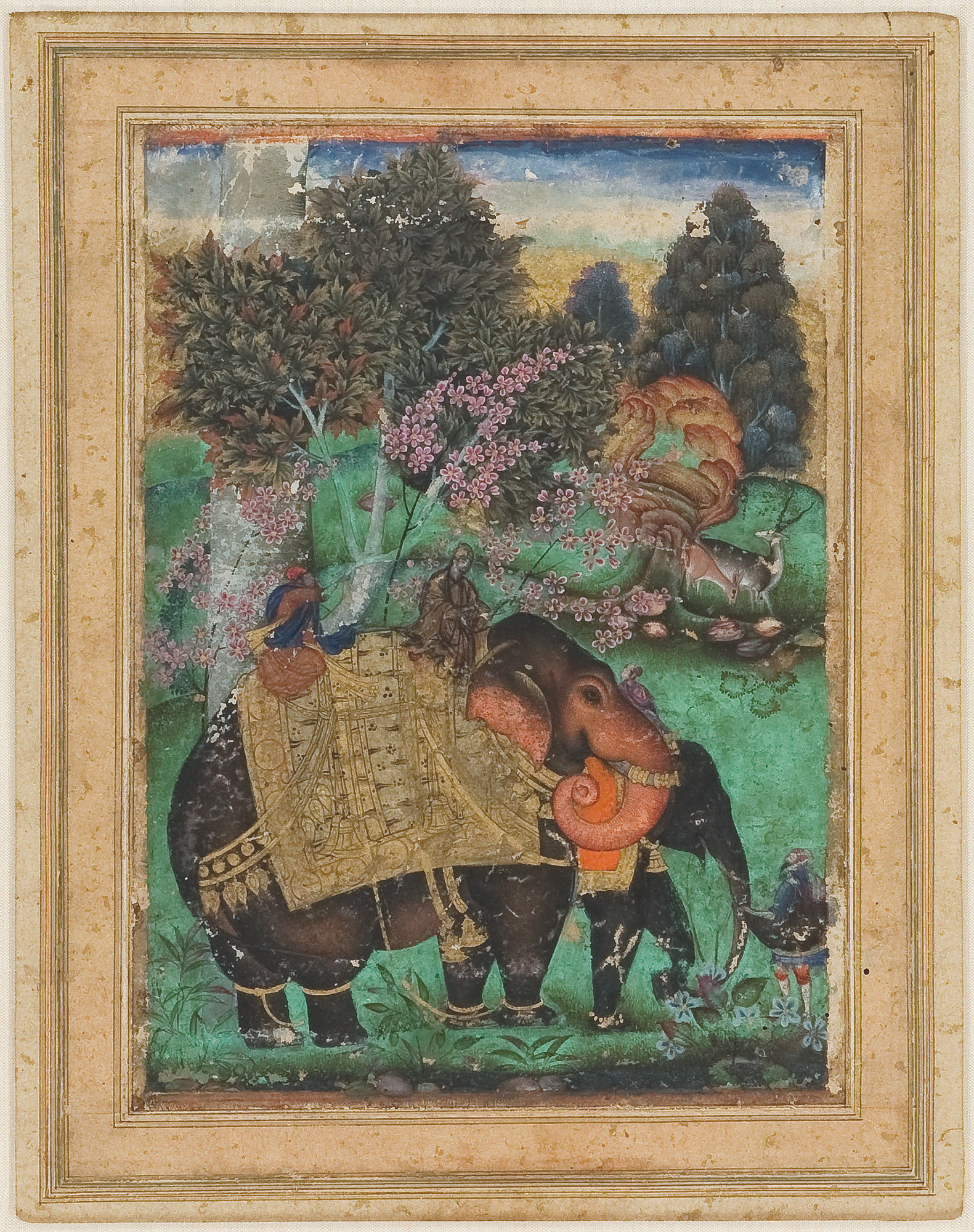
ابراهیم عادل شاه دوم سوار بر فیل مورد علاقه خود آتش خان ، بیجاپور ، ح. ۱۶۰۰.
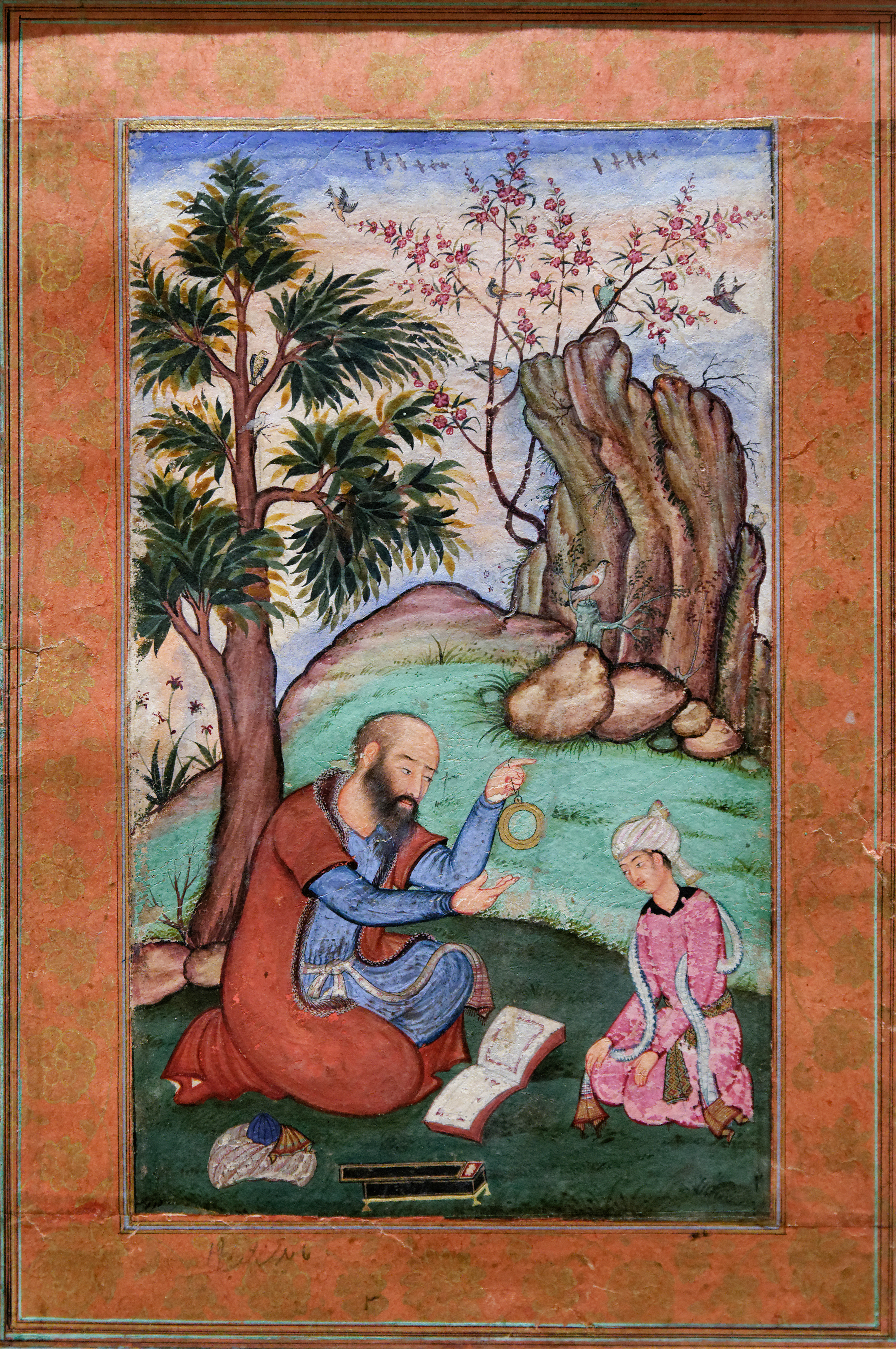
شاهزاده جوان و مربی ، ج. ۱۶۰۰
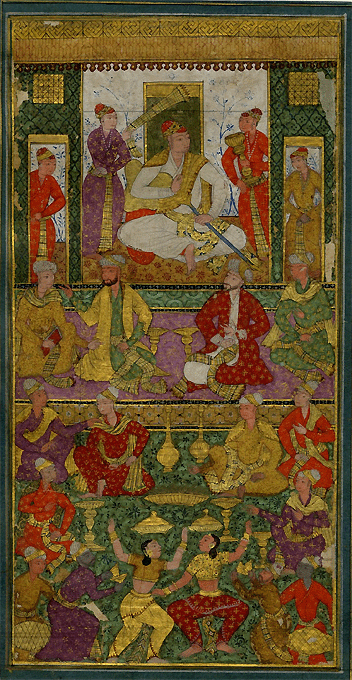
سلطان عبدالله قطب شاه از گلکنده، بر تخت پادشاهی با رقاصان و حاضران ، ح. ۱۶۳۰
در آغوش گرفتن رادا و کریشنا ، از یک گیتا گوویندا ، اورنگ آباد (؟) ، ح. 1650
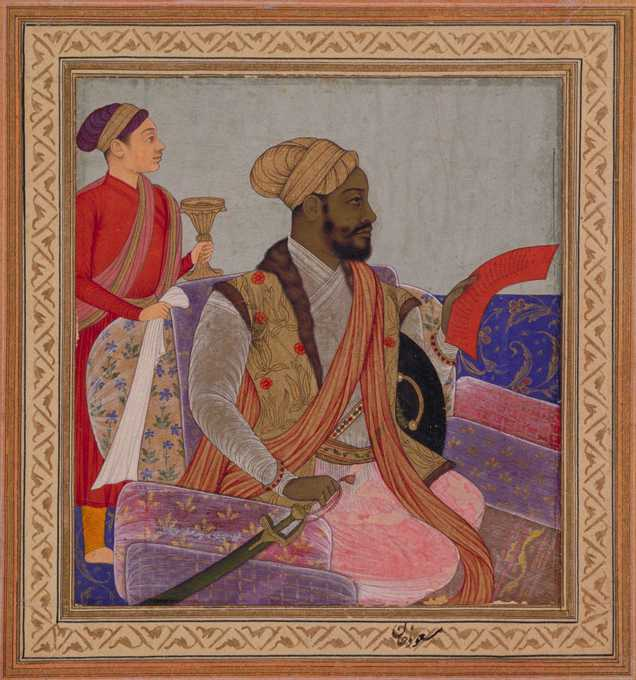
اخلاص خان ، وزیر ارشد محمد عادل شاه، سلطان بیجاپور
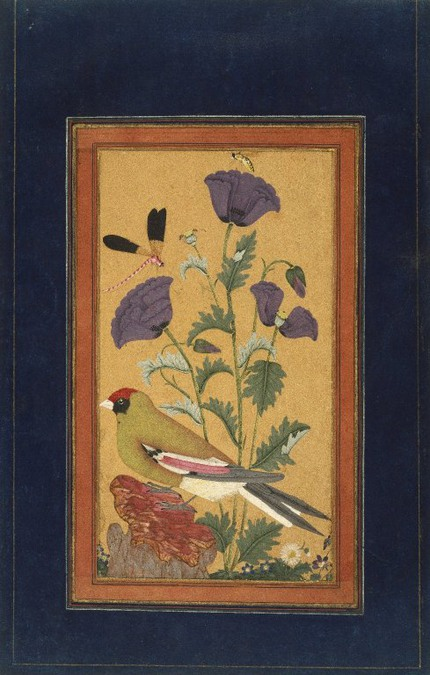
فنچ، سگ، پرنده اژدها و زنبور، دکن، حدود 1650-1670 ، آبرنگ مات و طلا روی کاغذ ، موزه بروکلین .
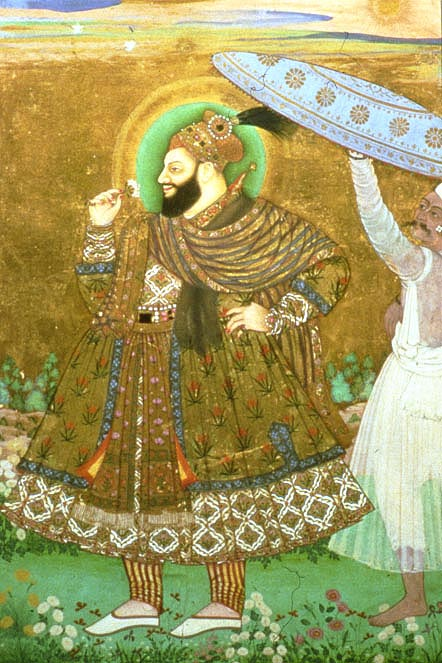
ابوالحسن قطب شاه ، آخرین سلطان گلکنده ، دهه ۱۶۷۰ ؛ وی سپس به مدت ۱۳ سال در زندان به سر می‌برد و در سال ۱۶۹۹ درگذشت.
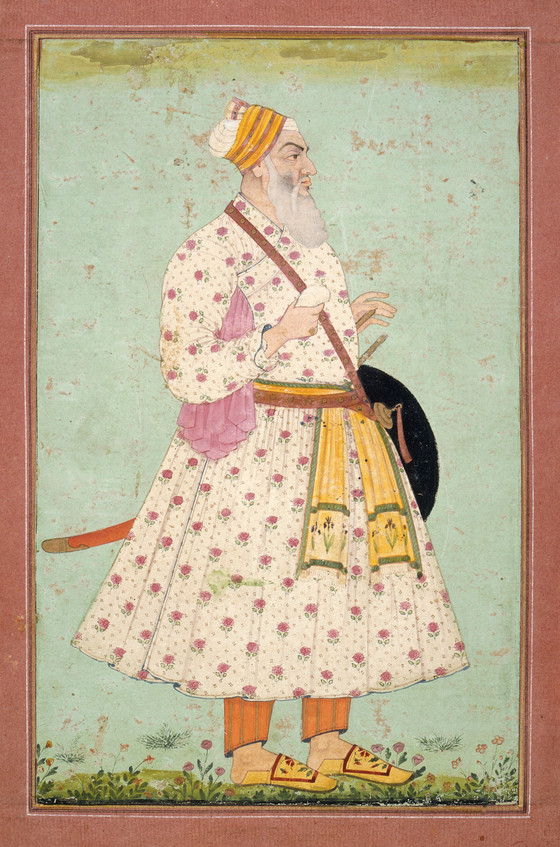
ژنرال اورنگ زیب در محاصره گلکنده ، قاضی الدین خان فیروز جنگ اول ، حیدرآباد ، ۱۶۹۰. پسرش اولین حاکم نظام حیدرآباد بود
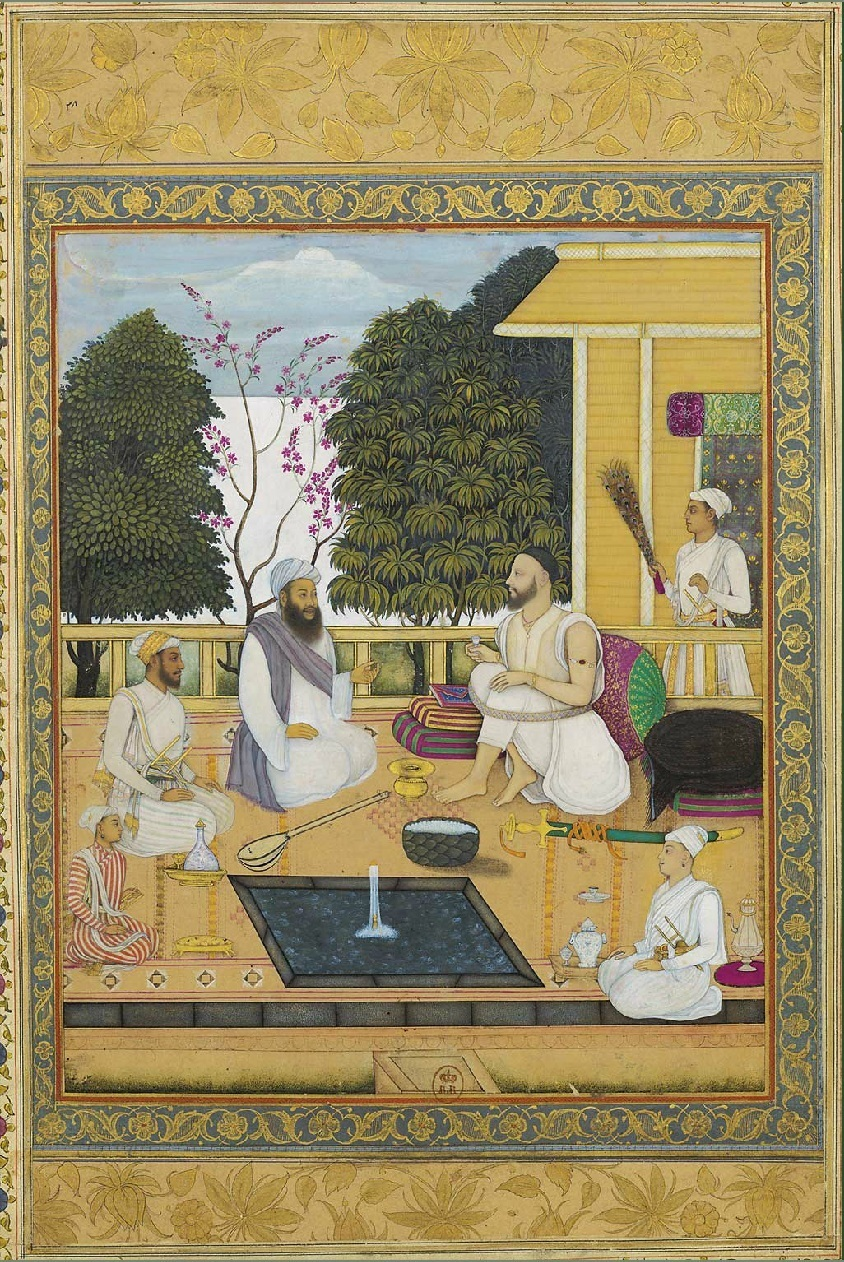
دیدار خواننده صوفی شیر محمد از ابوالحسن قطب شاه ، تقریباً ۱۷۲۰ ، کتابخانه ملی فرانسه .
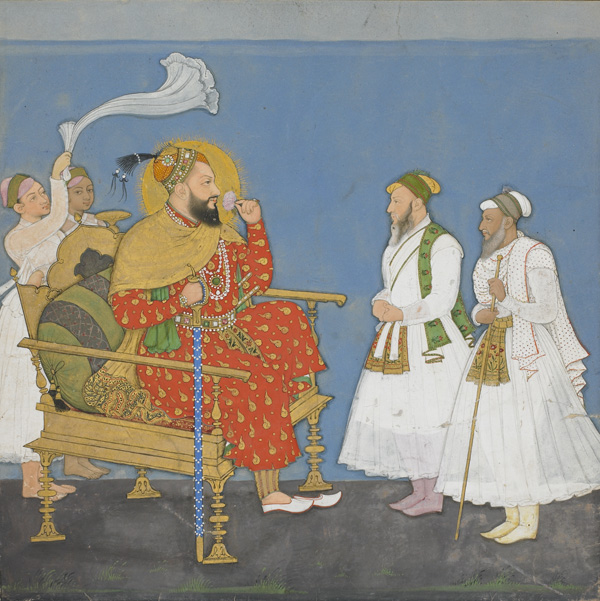
محمد عادل شاه (متوفی ۱۶۵۶) با درباریان و مأموران ، بیش از یک قرن پس از مرگش نقاشی کشیده شده
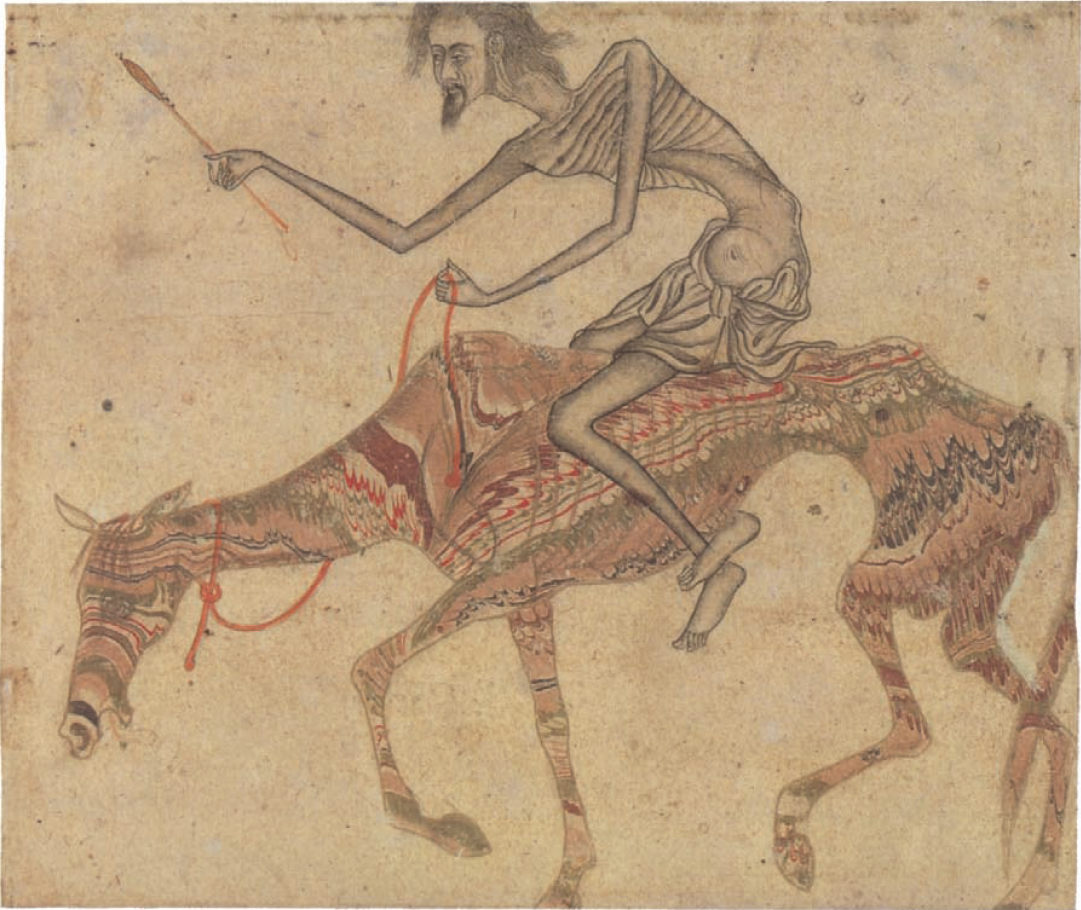
صوفی لاغر و الاغش